# フィル・コリン
フィリップ・ケネス・"フィル"・コリン（Philip Kenneth "Phil" Collen、1957年12月8日 - ）は、イングランドのミュージシャン。デフ・レパード、Man-Razeのメンバー。身長170cm。

## 使用楽器
デフ・レパード加入時はアイバニーズ社製のデストロイヤーⅡをベースにしたオリジナルのシグネイチャーモデル(DT-555)を使用していたが、『ヒステリア』レコーディング時よりジャクソン社製のギターを使用している。現在も同社のギターを一貫して使用しており、シグネイチャーモデル(PC-1)も販売されている。